# 几何例证法
几何例证法是利用举例的方法，来证明几何定理。这个方法是洪加威首先提出的。

## 历史
1986年，洪加威最早得出用举例的方法可以证明几何定理。洪加威方法是用一个例子去证明一个几何定理，也称单点例证法。1989年，张景中和杨路发展了洪加威的方法，称为数值并行法。举例的思路有所不同。
几何例证法曾经受到过吴文俊的数学机械化（吴方法）的启发。
理论上，洪加威完成了几何例证法的正确性证明。其正确性是通过一个间隙（裂缝）定理，它保证了几何例证法理论的正确性。